# Chung Jae-hun
Chung Jae-Hun, född den 1 juni 1974, är en sydkoreansk idrottare som tog silver i bågskytte vid olympiska sommarspelen 1992. I lagtävlingen slutade Sydkorea på femte plats.